# Faulhorn
Faulhorn är ett berg på gränsen mellan kommunerna Grindelwald och Iseltwald i kantonen Bern i Schweiz. Det är beläget i Bernalperna, cirka 50 kilometer sydost om huvudstaden Bern. Berget ligger mellan Grindelwald och Brienzsjön. Sedan 1830 står ett hotell på Faulhorn. Toppen på Faulhorn är 2 680 meter över havet.